# RCW 14
RCW 14 è una nebulosa a emissione visibile nella costellazione del Cane Maggiore.
Si trova nella parte orientale della costellazione, circa 3,5° a ENE di ο2 Canis Majoris, una stella di magnitudine 3,02 ben individuabile anche ad occhio nudo; si presenta estesa e debole e può essere fotografata tramite telescopi di media potenza con appositi filtri. Il periodo più adatto per la sua osservazione nel cielo serale è compreso fra i mesi di dicembre e aprile; la sua declinazione meridionale fa sì che sia osservabile con più facilità dalle regioni australi.
Si tratta di una grande regione H II di forma rozzamente circolare associata ad una nube molecolare gigante nota come [JKK96] B; la regione ospita alcuni fenomeni di formazione stellare, come è testimoniato dalla presenza di quattro sorgenti di radiazione infrarossa, una delle quali, IRAS 07169-2154, pare essere associata ad un maser a CO, mentre un'altra è una sorgente di onde radio. La principale responsabile della ionizzazione dei gas della nube è una stella blu di classe spettrale O8V nota come HD 57236, cui si aggiungono altre tre stelle di classe B e un ammasso aperto identificato come NGC 2367. La distanza della nube è stata spesso oggetto di dibattito: le stime iniziali indicavano una distanza di circa 4000 parsec (circa 13000 anni luce), posizionandola nello stesso ambiente galattico della superbolla GS234-02; stime più recenti tendono invece a ridurre la distanza a circa 2000 parsec (6520 anni luce).